# بليم
بليم (بالبرتغالية: Belém، وهو الاسم البرتغالي لمدينة بيت لحم‏) هي بلدية برازيلية، وهي عاصمة ولاية بارا في شمال البلاد وأكبر مدينة فيها. وهي بوابة لنهر الأمازون بمينائها المزدحم ومطارها ومحطة الحافلات والقطارات. تقع بيليم على نهر بارا وتبعد نحو 100 كم من المحيط الأطلسي، والنهر هو جزء من نهر الأمازون، وتفصله جزيرة ماراجو عن الجزء الأكبر من دلتا الأمازون. يبلغ عدد سكانها 1,439,561 نسمة – أو 2,249,405 بحساب المنطقة العمرانية – ليكون ترتيبها الحادي عشر بين أكبر المدن من حيث السكان في البرازيل، فضلا عن كونها السادسة عشرة من حيث أهميتها الاقتصادية. وهي ثاني أكبر مدينة في المنطقة الشمالية بعد ماناوس عاصمة ولاية الأمازون.
تأسست بيليم في عام 1616 من قبل مملكة البرتغال، وكانت أول مستعمرة أوروبية في منطقة الأمازون ولكنها لم تصبح جزءا من البرازيل حتى عام 1775. يحوي الجزء الأحدث من المدينة مباني حديثة وناطحات سحاب. يحتفظ القسم الاستعماري بالساحات المليئة بالأشجار والكنائس والبلاط الأزرق التقليدي. المدينة لها تاريخ غني بالهندسة المعمارية من الحقبة الاستعمارية. وقد شهدت في الآونة الأخيرة طفرة بناطحات السحاب.
تعرف بيليم أيضا باسم متروبوليس الأمازون البرازيلية أو مدينة أشجار المانجو (بالبرتغالية: Cidade das Mangueiras‏) بسبب وجود عدد كبير من تلك الأشجار في المدينة. غالبا ما يشير البرازيليون للمدينة باسم بيليم دو بارا بدلا من بيليم فقط، في إشارة إلى اسم المدينة السابق، سانتا ماريا دي بيليم دو غراو بارا، وكذلك لتمييزها عن المدن الأخرى بذات الاسم في البرازيل. وسميت المدينة على مدينة سانتا ماريا دي بيليم في لشبونة، والتي تعرف أيضا باسمها الأقصر، بيليم.
يوجد في مدينة بيليم مطاران: مطار فال دي كايس الدولي، الذي يربط المدينة مع بقية البرازيل وغيرها من المدن في أمريكا الجنوبية، وكذلك مطار بروتاسيو دي أوليفيرا (الذي كان يسمى سابقا مطار جوليو سيزار) المخصص للطيران العام. والمدينة هي أيضا موطن لجامعة بارا الاتحادية وجامعة ولاية بارا.

## المدن التوأمة
مدن بيت لحم، بونتاسيفي، فور دو فرانس، أفيرو، نيو أورلينز، لويزيانا، سان فرانسيسكو، سوروكابا وتارابوتو هي مدن توأمة لـبليم.

## أعلام
- فالديمار هنريكي
- جاك هوبر
- روني لوبيس
- إستانيسلاو دي فيغويريدو بامبلونا
- ماجنوم رافاييل فارياس تافاريس
- أنطونيو كارلوس غوميز
- رامون كاريو
- تشارلز دياز دي أوليفيرا
- هاريسون دا سيلفا نيري
- سقراط